# Casa de los Condes de Miravalle
La Casa de los Condes de Miravalle es un inmueble ubicado en la Avenida Isabel la Católica 30 en el Centro Histórico de la Ciudad de México. Su arquitectura es del siglo XVII, cuando México era Nueva España. “La fachada de este edificio es muy sencilla, presenta dos niveles y entresuelo. El acceso principal abarca la planta baja y el piso intermedio y muestra sobre sí tres balcones con repisón corrido y por último un nicho que resguarda una imagen de la Virgen de Guadalupe”. Tiene una larga historia que va desde que fue casa particular hasta que, como ahora, es sede de hoteles y comercios.

## Primer conde de Miravalle
Esta casa fue construida por Alonso Dávalos Bracamontes de Ulibarri y de la Cueva (1645-1711), primer conde de Miravalle, a quien el rey Carlos II de España le concedió el título en Madrid, el 18 de diciembre de 1690.
Dávalos Bracamontes de Ulibarri y de la Cueva era un prominente criollo, por herencia vizconde de Miravalle, nacido en Compostela de Indias, en el actual estado de Nayarit, el 22 de enero de 1645. Además de primer conde de Miravalle, fue caballero de la Orden de Santiago, canciller y alguacil mayor del Tribunal de la Santa Cruzada del Reino de Nueva España y alcalde ordinario de México en 1693. Se casó en México en 1671 con María Catalina Espinosa de los Monteros Hijar y Orendáin, también criolla, nacida en Guadalajara en 1657.
El primer conde de Miravalle construyó su residencia, hoy conocida como Casa de los Condes de Miravalle, en Isabel la Católica 30, histórica avenida que hasta antes de 1910 recibía, en ese tramo, el nombre de Espíritu Santo.

## Relación con la familia de Moctezuma II
El cuarto conde de Miravalle, Justo Alonso Trebuesto y Dávalos Bracamonte, criollo, nacido en México, teniente de alguacil mayor del Apostólico y Real Tribunal de la Santa Cruzada y alcalde de primer voto de esta ciudad, fue otro personaje importante para la casa porque se casó con Juana María de Andrade Moctezuma, descendiente de Isabel de Moctezuma.
Isabel era hija del emperador Moctezuma Xocoyotzin, a quien le concedieron el señorío de Tlacopan, hoy Tacuba, que fue considerado la encomienda más grande del Valle de Anáhuac. Debido a ello, ella y todos sus descendientes podían gozar de varios privilegios durante la época colonial.

## Leyenda sobre el origen de la fortuna Miravalle
El origen de esta fortuna está relacionado con la leyenda de “la caridad recompensada”. Según el relato, el Capitán Pedro Ruiz de Haro, un conquistador, murió y dejó viuda a su esposa Leonor de Arias, con quien tuvo tres hijas. Es por ello, que la madre y sus hijas, al tener escasos recursos, se vieron obligadas a mudarse a un rancho llamado Miravalles, en las afueras de Compostela. Un día, mientras trabajaban, un indio llegó pidiendo una tortilla para comer. Leonor de Arias le prometió darle una y mandó a sus hijas a moler maíz para prepararlas. El indio tras haber comido, le dijo a la señora que en agradecimiento le daría metales de la mina del Espíritu Santo para que se volviera rica.
Pocos días después, el indio regresó con los metales prometidos. Doña Leonor, con tal cantidad de oro y plata compró una hacienda y casó a sus hijas con unos nobles caballeros de Compostela. Una de ellas contrajo matrimonio con Don Manuel Fernández de Hijar, otra con Don Álvaro de Tovar y a la tercera hija, Doña Francisca de Arias la casó con Don Álvaro de Bracamonte. 
Ellos fueron padres de Don Alonso Dávalos Bracamonte de Ulibarri y de la Cueva. Él fue el primer Conde de Miravalle, porque debido a la cantidad de dinero que heredó, compró el título, como se acostumbraba entonces. Asimismo, adquirió en la Ciudad de México la casa 8 de la calle del Espíritu Santo, que cambió su nombre por el de la avenida Isabel la Católica en 1910 durante las fiestas del centenario.

## Distintos usos de la casa

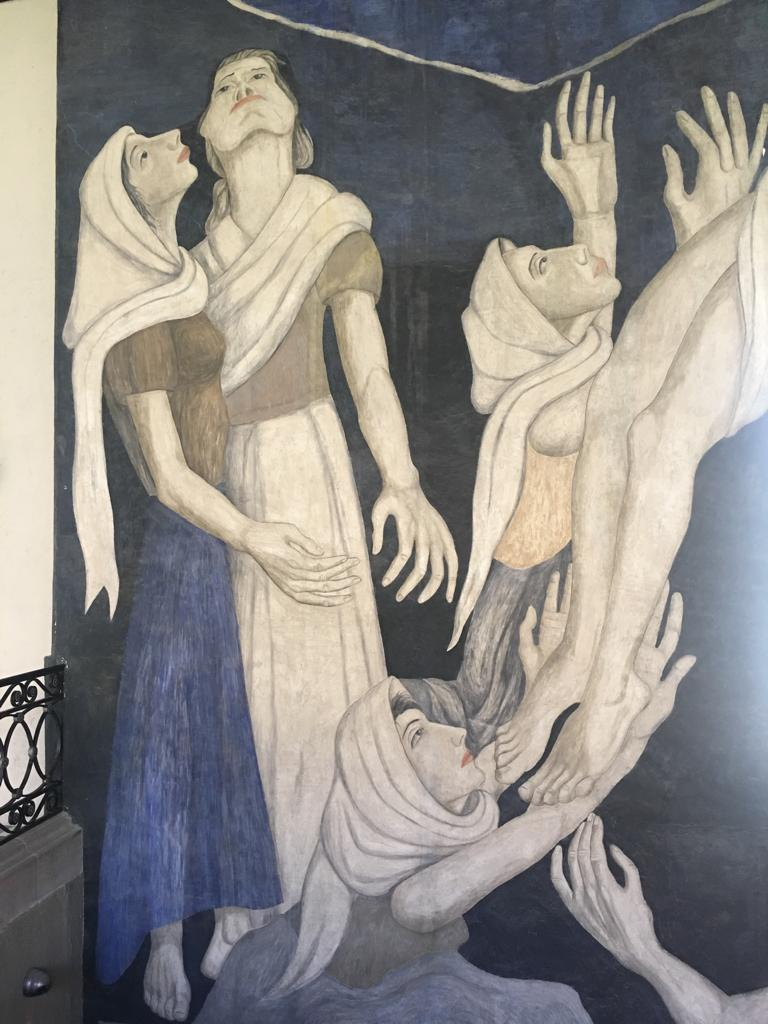
El Holocausto, mural.

No hay registro del devenir de la casa después del cuarto conde de Miravalle. En 1846 la casa fungió como cede del Ateneo Mexicano, una asociación literaria fundada en 1840 por el primer embajador español en México, Don Ángel Calderón de la Barca. “El Ateneo agrupó a los más conspicuos literatos, impresores, arquitectos, y científicos de aquellos días, entre otros muchos nombres figuran: José Gómez de la Cortina, Lucas Alamán, Ignacio Cumplido, Andrés Quintana Roo, José María Lafragua, Guillermo Prieto y Lorenzo de la Hidalga”. (Díaz y de Ovando, 1974, p. 34)
En 1850, se convirtió en el “Hotel Bazar” hasta el año 1930. En el hotel se podía gozar de muchos lujos, tales como, habitaciones amuebladas con las últimas tendencias y un café estilo francés.  El dueño era Francisco de Iturbe, quién al cerrar el hotel, creó el “Edificio Jardín”, un establecimiento para despachos y departamentos. Algunos ejemplos de ocupantes de la casa fueron el Partido Acción Nacional y la Orquesta Sinfónica de México. Fue declarada monumento histórico el 28 de marzo de 1932. En 1945 el dueño decidió decorar el edificio y encargó al pintor Manuel Rodríguez Lozano realizar un mural, que lleva el título “El Holocausto”.
En 1983 los señores Salvador Sandoval O. y su esposa, Carmen Jiménez Sandoval, compraron la casa y encargaron al arquitecto Miguel Miñón restaurarla con ayuda del Instituto Nacional de Antropología e Historia y del Instituto Nacional de Bellas Artes. A inicios de diciembre de 1988 el Palacio de los Condes de Miravalle se convirtió en un centro de comercio, famoso por la venta de joyería fina.

## En la actualidad

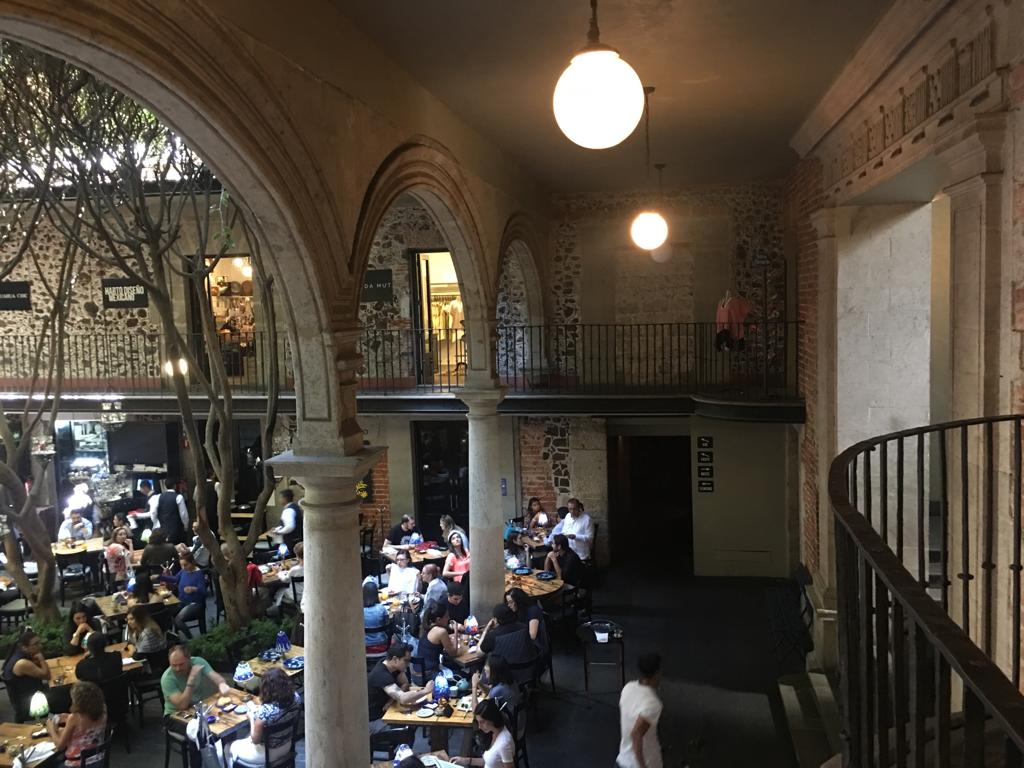
Vista desde el interior del edificio.

En 2012, parte de la casa fue modificada para ser ocupada por un hotel. La adaptación la llevó a cabo Cherem-Serrano Arquitectos. Hoy en día, el lugar sigue contando con un hotel, con algunas tiendas boutique incluyendo algunas de joyería, restaurantes, entre otros establecimientos comerciales.